# Dursunlu, Gömeç
Dursunlu là một xã thuộc huyện Gömeç, tỉnh Balıkesir, Thổ Nhĩ Kỳ. Dân số thời điểm năm 2010 là 182 người.